# Pseudogoniodiscaster wardi
Pseudogoniodiscaster wardi is een zeester uit de familie Goniasteridae.
De wetenschappelijke naam van de soort werd in 1930 gepubliceerd door Arthur A. Livingstone.